# The Abduction Club
The Abduction Club är en brittisk-fransk-irländsk-tysk film från 2002 i regi av Stefan Schwartz.

## Handling
Handlingen utspelar sig på Irland, sent 1700-tal. Byrne och Strange är de yngre sönerna i välbärgade familjer. Då traditionen är sådan att den äldste sonen ärver allt är Byrnes och Stranges öde att arbeta för sin lön och bli soldater. Det enda alternativet är att gifta sig rikt. Klubben för arvslösa män, The Abduction Club, kan bli deras räddning. Målet är att röva bort en lämplig förmögen kvinna från sin familj och sedan under ett dygn försöka charma henne till äktenskap. Efter att ha sett andra i samma situation lyckas med sina erövringar tror Byrne och Strange sig ha funnit sin lycka när de träffar de vackra systrarna Kennedy... The Abduction Club är ett romantiskt och humoristiskt drama baserat på verkliga händelser som utspelade sig under 1780-talet på Irland. 

## Om filmen
Filmen hade världspremiär den 10 april 2002 vid irländska filmveckan i Ungern. Den hade svensk premiär den 1 januari 2007.
I Storbritannien klipptes biografversionen av filmen med en sekund och videoversionen med sju sekunder för att få en 12-årsgräns. Det som klipptes bort var två hängande män i en avrättningsscen med motiveringen att det fanns risk för skador om man skulle försöka imitera scenen.

## Tagline
- It'll steal your heart.

## Rollista
| Alice Evans      | – Catherine Kennedy  |
| Daniel Lapaine   | – Garrett Byrne      |
| Sophia Myles     | – Anne Kennedy       |
| Matthew Rhys     | – James Strang       |
| Liam Cunningham  | – John Power         |
| Edward Woodward  | – Lord Fermoy        |
| Patrick Malahide | – Sir Myles          |
| John Arthur      | – Robert Kennedy     |
| Tom Murphy       | – Knox               |
| Terry Byrne      | – Mary Nugents pappa |
| Guy Carleton     | – Butler             |
| Fedelma Cullen   | – Marys mamma        |
| Alexander Downes | – Löjtnant           |
| Halina Froudist  | – Servitris          |
| Peter Gaynor     | – Teeling            |